# 石巻市立渡波中学校
石巻市立渡波中学校（いしのまきしりつ わたのはちゅうがっこう）は、宮城県石巻市にある公立中学校である。

## 沿革
- 1947年（昭和22年）4月18日 - 渡波町立渡波中学校創立、住所は宮城県石巻市渡波字浜曽根山１[1]。
- 1948年（昭和23年）8月24日 - 中学校新築校舎竣工
- 1959年（昭和34年）5月15日 - 合併により石巻市立渡波中学校に改称。
- 1967年（昭和42年）3月20日 - 新校舎竣工
- 1981年（昭和56年）4月1日 -  小竹中学校を統合
- 1989年（平成元年）10月20日 - 大規模改修工事竣工
- 1994年（平成6年）4月1日 - 万石浦中学校開校により学区変更
- 2011年（平成23年）
  - 3月11日 - 東日本大震災により被災（校舎２階床上まで浸水）
  - 4月21日  - 万石浦中学校、稲井中学校、万石浦小学校を間借りし授業再開
  - 9月1日 - 稲井小学校校地内に仮設校舎が完成し授業再開
- 2013年（平成25年）5月29日 - 被災校舎解体完了
- 2017年（平成29年）4月 - 新校舎移転竣工[2]、石巻市さくら町4丁目1番地へ移転
- 2020年（令和2年）3月 - 新型コロナウイルス感染症の世界的流行を受けて同年5月8日まで休校[3][4]

## 部活動
部活動は以下の通りである。

### 運動部
- 野球部
- サッカー部
- 陸上部
- 男子卓球部
- 女子卓球部
- 男子ソフトテニス部
- 女子ソフトテニス部
- 男子バドミントン部
- 女子バドミントン部
- 男子バスケットボール部
- 女子バスケットボール部
- 男子バレーボール部
- 女子バレーボール部
- 柔道部
- 剣道部

### 文化部
- 吹奏楽部
- 総合文化部

### 特設部
- 駅伝部
- 水泳部

## 生徒会
生徒会は生徒総会の下に中央委員会を置き、
中央委員会の下に専門委員会・学年委員会・行事委員会・特設委員会・部長会などを設置して構成される。
- 専門委員会
  - 生活安全委員会
  - 整美保険委員会
  - 放送広報委員会
  - 図書委員会
  - 給食委員会
  - 福祉委員会
- 行事委員会
  - 選挙管理委員会
  - 文化祭実行委員会
  - 運動会実行委員会
- 特設委員会
  - ボランティアセンター
  - 応援委員会
- 部長会
部長会は部長会の下に運動部・文化部・特設部を設置して構成される。
- その他
  - 予算検討委員会
  - 約束検討委員会

## 近辺

### 公共施設
- 石巻地区広域行政事務組合消防本部 石巻東消防署
- 石巻市渡波地域包括支援センター
- 渡波郵便局
- JR石巻線
  - 渡波駅
  - 万石浦駅

### 教育施設
- 宮城県水産高等学校
- 石巻市立万石浦中学校
- 石巻市立万石浦小学校
- 石巻市立渡波小学校
- 石巻市立鹿妻小学校

### 道路
- 国道398号線
- 宮城県道2号石巻鮎川線

## 学区
石巻市立渡波中学校の学区は以下の通りである。
- 鹿妻北1丁目・2丁目・3丁目
- 鹿妻南1丁目・2丁目・3丁目・4丁目・5丁目
- 鹿妻本町
- 浜松町
- 伊勢町
- 松原町
- 大宮町
- 長浜町
- 幸町
- 渡波町1丁目・渡波町2丁目、渡波町3丁目
- 三和町
- 新成1丁目・2丁目・3丁目
- さくら町一丁目・二丁目・三丁目・四丁目・五丁目
- 湊字
  - 鹿妻
  - 立石
  - 天神前
  - 鹿妻山（1番地のみ）
- 渡波字
  - 鹿松
  - 不動下
  - 谷地頭
  - 小法師
  - 鹿松山
  - 沖曽根
  - 旭ヶ浦（123番地から147番地までを除く。）
  - 大林下
  - 新沼
  - 橋下
  - 転石山
  - 際
  - 早坂山
  - 山崎
  - 西ヶ崎
  - 卯津木花
  - 根岸前
  - 際前
  - 新千刈
  - 千刈田
  - 栗林
  - 沖ノ松井
  - 黄金浜
  - 栄田
  - 浜曽根
  - 浜曽根山
  - 浜曽根の壱
  - 下榎壇
  - 念仏壇（43番地1、46番地から153番地まで）
  - 渋井
  - 上伊勢谷地
  - 上榎壇

## アクセス
- 東日本旅客鉄道
  - 渡波駅（石巻線）から徒歩10分・車で5分。
  - 万石浦駅（石巻線）から徒歩15分・車で5分。
- NEXCO東日本
  - 三陸沿岸道路石巻河南ICから車で20分。

なお、時間は渋滞が発生してない時の目安。